# Восстание Стоно
Восстание Стоно (также известное как Заговор Катона или Восстание Катона ) — восстание рабов, начавшееся 9 сентября 1739 года в колонии Южная Каролина . Это было крупнейшее восстание рабов в южных колониях, в ходе которого было убито 25 колонистов и от 35 до 50 африканцев. Восстание возглавили коренные африканцы, которые, вероятно, были выходцами из Центральноафриканского королевства Конго, поскольку повстанцы были католиками, а некоторые говорили по португальски.
Лидер восстания Джемми был грамотным рабом. Однако в некоторых сообщениях он упоминается как «Катон» и, вероятно, принадлежал семье Катона или Катера, которая жила недалеко от реки Эшли и к северу от реки Стоно. Он возглавил 20 других порабощенных конголезцев, которые, возможно, были бывшими солдатами, в вооруженном марше на юг от реки Стоно. Они направлялись в испанскую Флориду, где последовательные прокламации обещали свободу беглым рабам из британской Северной Америки .
Джемми и его группа завербовали почти 60 других рабов и убили более 20 белых, прежде чем были перехвачены и разбиты ополчением Южной Каролины у реки Эдисто. Выжившие прошли еще 30 миль (50 км), прежде чем ополченцы окончательно разгромили их неделю спустя. Большинство захваченных рабов были казнены, а немногие выжившие были проданы на рынках Вест-Индии. В ответ на восстание Генеральная Ассамблея приняла Закон о неграх 1740 года, который ограничивал свободу рабов, но улучшал условия труда и накладывал мораторий на импорт новых рабов.

## Причины

### Местные факторы
С 1708 года большинство населения колонии Южная Каролина составляли порабощенные африканцы, поскольку в последние десятилетия ввоз рабочей силы из Африки увеличился в связи со спросом на рабочую силу для расширения выращивания хлопка и риса в качестве экспортных культур. Историк Айра Берлин назвала это "поколением плантаторов", отметив, что Южная Каролина стала "рабовладельческим обществом", где рабство занимало центральное место в экономике. Плантаторы покупали рабов, вывезенных из Африки, чтобы удовлетворить возросший спрос на рабочую силу. Большинство рабов были чернокожими африканцами. Многие в Южной Каролине были выходцами из королевства Конго, которое в 15 веке перешло в католичество. Многие рабы сначала были проданы в рабство в Вест-Индии, где они считались "опытными", работая там в условиях рабства, а затем проданы в Южную Каролину.
С увеличением числа рабов колонисты пытались уладить соответствующие отношения, однако в этом процессе всегда происходили определенные переговоры. Рабы сопротивлялись, убегая или устраивая перебои в работе и восстания. В то время Джорджия, все еще была полностью белой колонией без рабства. Южная Каролина работала с Джорджией над усилением патрулирования на суше и в прибрежных районах, чтобы не дать беглецам добраться до испанской Флориды . В случае со Стоно рабы, возможно, были вдохновлены несколькими факторами на восстание. Испанская Флорида предложила свободу беглым рабам из южных колоний; сменявшие друг друга губернаторы колонии издавали прокламации, предлагающие свободу беглым рабам во Флориде в обмен на обращение в католицизм и какое-то время службы в колониальной милиции. В качестве линии защиты крупнейшего поселения Сент-Огастин в испанской Флориде колониальное правительство основало поселение Форт-Моуз для размещения беглых рабов, достигших колонии. Стоно находился 150 миль (240 км) от линии Флориды.
Эпидемия малярии в то время унесла жизни многих белых жителей Чарльстона, ослабив власть рабовладельцев. Кроме того, историки предполагают, что рабы организовали восстание в воскресенье, в то время когда плантаторы будут заняты в церкви и могли быть безоружны. Закон о безопасности 1739 года (который требовал, чтобы все белые мужчины несли оружие даже в церковь по воскресеньям) был принят в августе того же года в ответ на более ранние побеги и мелкие восстания, но он не вступил в силу в полной мере. Местным властям было разрешено налагать штрафы на белых мужчин, не носивших оружия после 29 сентября.

### Африканское происхождение
Джемми, лидер восстания, был грамотным рабом, которого очевидцы назвали «ангольцем». Историк Джон К. Торнтон отметил, что как и группа из 20 рабов, которые присоединились к нему позже Джемми, скорее всего, был из Королевства Конго. Рабы были католиками, а некоторые говорили по- португальски, что подтверждает версию о происхождении восставших. Длительные торговые отношения Королевства Конго с португальцами привели к принятию католицизма и изучению португальского языка в королевстве. Лидеры Королевства Конго добровольно обратились в христианство в 1491 году, позже за ними последовал их народ. К 18 веку религия была фундаментальной частью идентичности его граждан. Нация имела независимые отношения с Римом. В регионе существовало рабство, и оно регулировалось Конго.
Португальский был языком торговли, а также одним из языков образованных людей в Конго. Рабы знающие португальский язык в Южной Каролине с большей вероятностью узнавали о предложениях свободы со стороны испанских агентов. Их также, вероятно, привлек католицизм испанской Флориды . В начале 18 века в Конго шли гражданские войны, в результате которых все больше людей было захвачено и продано в рабство, в том числе обученные солдаты. Вполне вероятно, что Джемми и его когорта повстанцев были такими военными, так как они упорно сражались с ополченцами, когда их поймали, и смогли убить 20 человек.

## События восстания
В воскресенье, 9 сентября 1739 года, Джемми собрал 22 порабощенных африканца у реки Стоно, в 20 миль (30 км) к юго-западу от Чарльстона. Марк М. Смит утверждает, что действия на следующий день после праздника Рождества Богородицы связали их католическое прошлое с настоящей целью, как и используемые ими религиозные символы. Африканцы маршировали по проезжей части с транспарантом с надписью «Свобода!» и хором скандировали одно и то же слово. Они напали на магазин Хатчинсона у моста через реку Стоно, убили двух кладовщиков и захватили оружие и боеприпасы.
Подняв флаг, рабы направились на юг, к испанской Флориде, известному убежищу для беглецов. По пути они собирали новых рекрутов, иногда неохотно, всего 81 человек. По пути они сожгли шесть плантаций и убили от 23 до 28 белых. Во время конной прогулки вице-губернатор Южной Каролины Уильям Булл и пять его друзей наткнулись на эту группу; они быстро отправились предупредить других рабовладельцев. Собрав ополчение из плантаторов и мелких рабовладельцев, колонисты отправились на встречу с Джемми и его последователями.
На следующий день хорошо вооруженные и конные ополченцы численностью 19-99 человек настигли группу из 76 рабов у реки Эдисто. В ходе последовавшего столкновения были убиты 23 белых и 47 рабов. Хотя рабы проиграли, они убили пропорционально больше белых, чем во время более поздних восстаний. Колонисты повесили отрубленные головы мятежников на колья вдоль главных дорог, чтобы они служили предупреждением для других рабов, которые могли подумать о восстании. Лейтенант-губернатор нанял индейцев чикасо и катавба и других рабов, чтобы выследить и поймать африканцев, сбежавших после битвы. Группа сбежавших рабов сразилась с ополчением неделю спустя примерно в 30 милях (50 км) от места первого конфликта. Колонисты казнили большинство мятежников; других они продали на рынки Вест-Индии. Этот отрывок принадлежит Джорджу Катону, который сказал, что эта история передавалась в его семье.

"Я считаю, что там было жарко, потому что менее чем за два дня были убиты 21 белый мужчина, женщина и ребенок и 44 негра. Мой дедушка говорит, что в лесу и в Стоно, где началась война, было более 100 негров в строю. Когда ополченцы подошли к болоту Комбахи, пьяные, танцующие негры разбежались по кустам, и только 44 негра остались на месте. Командир Като выступает от имени толпы. Он говорит: "Нам не нравится рабство. Мы начинаем присоединяться к испанцам во Флориде. Мы сдаемся, но нас еще не выпороли, и мы не обратились в веру". Остальные 43 человека сказали: "Аминь". Они были схвачены, безоружные, и повешены ополченцами..

## Последствия
В течение следующих двух лет восстания рабов происходили независимо друг от друга в Джорджии и Южной Каролине. Колониальные чиновники считали, что они были вдохновлены восстанием Стоно, однако некоторые историки полагают, что достаточной причиной послужили все более суровые условия рабства с начала XVIII века при выращивании риса и хлопка.
Плантаторы решили развивать численность рабов, которые были бы коренными уроженцами, полагая, что работники будут более удовлетворены, если вырастут в рабстве. Приписывая восстание недавно завезенным африканцам, плантаторы решили прекратить их поставки. Они ввели 10-летний мораторий на ввоз рабов через Чарльстон. Когда десять лет спустя порт снова открыли для международной работорговли, плантаторы импортировали рабов не из Конго-Ангольского региона.
Кроме того, законодательный орган принял Закон о неграх 1740 года, ужесточающий контроль: он требовал соотношения одного белого к десяти черным на любой плантации. Он запрещал рабам выращивать собственную пищу, собираться в группы, зарабатывать деньги или учиться читать. В неопределенном мире колонии некоторые положения закона были основаны на предположении, что белые могут эффективно судить о характере чернокожих; например, белые были уполномочены проверять чернокожих, которые выезжали за пределы плантации без пропусков, и принимать меры.
Законодательный орган также работал над улучшением условий в рабстве, чтобы избежать проблем; он установил наказания для хозяев, которые требовали чрезмерной работы или жестоко наказывали рабов. Эти положения было трудно привести в исполнение, поскольку закон не позволял рабам свидетельствовать против белых. Они также открыли школу для обучения рабов христианской доктрине. В то же время законодательное собрание пыталось предотвратить манумиляцию рабов, поскольку, по мнению его представителей, присутствие свободных чернокожих в колонии делало рабов беспокойными. Он требовал от рабовладельцев обращаться в законодательный орган за разрешением на каждый случай манумиссии; раньше манумиссию можно было оформить в частном порядке. Южная Каролина сохраняла эти ограничения на манумиссию до тех пор, пока рабство не было отменено после Гражданской войны в США.Шаблон:Infobox NRHP